# Changbaibergen
Changbaibergen eller Changbaek-sanjulgi (kinesiska: 长白山, koreanska: 장백산맥) är en bergskedja på gränsen mellan Nordkorea och Kina.
Changbaek-sanjulgi sträcker sig 61 km i sydvästlig-nordostlig riktning. Många toppar når mer än 2000 meter över havet. 
Topografiskt ingår följande toppar i Changbaek-sanjulgi:
- Huasong Xiaoshan
- Paektusan (högsta toppen; berömd vulkan)
- Pai Yen
- Tijin Shan
- Ts'eng Yen
- Wangtian'e